# Chapelle Saint-Roch de Lajo
Pour les articles homonymes, voir chapelle Saint-Roch.
La chapelle Saint-Roch est une chapelle catholique romaine située à Lajo en France.

## Localisation
L'édifice est situé à près de 1 300 m d'altitude au lieu-dit de l'Hospitalet dans les monts de la Margeride sur la commune de Lajo, dans le département de la Lozère, en région Occitanie.
Il est à proximité de la via Podiensis, un des chemins de Compostelle.

## Historique
Les habitants de Lajo, en 1721, présentèrent une demande à l'évêque de Mende pour la construction d'une église. Après onze ans, l'église Saint-Roch fut érigée en utilisant les pierres de la chapelle de l'Hospitalet qui était alors en mauvais état. Au cours du XIXe siècle, des modifications furent apportées à l'église ; une rénovation majeure eut lieu en 1887 comprenant la reconstruction de la voûte ainsi que l'ajout d'une chapelle située au nord de la seconde travée.
L'oratoire subit néanmoins d'importants dommages causés par des orages ou des tempêtes en 1897, 1910 et 1930. À chaque endommagement, il est reconstruit pour remédier aux dégâts subis.
La fresque réalisée en 1992 et peinte sur le cul-de-four représentant le Christ assis à table avec les pèlerins d'Emmaüs rend le monument original.

## Description
Construite avec des blocs de granit de taille imposante, l'église dispose d'une architecture caractéristique de style néo-roman.  
Un imposant clocher-flèche carré est attaché à la façade sud du bâtiment. Une seule nef voûtée en berceau plein cintre, composée de deux travées agrémente l'intérieur. Les chapiteaux qui soutiennent les arcs doubleaux sont décorés de motifs végétaux et de figurés. Les vitraux du chœur et des chapelles sont contemporains. 